# آلتو دو لا سایرا
التو دو لا سایرا (به اسپانیایی: Alto de la Sierra) یک منطقهٔ مسکونی در آرژانتین است که در ایالت سالتا واقع شده‌است.

## خصوصیات
التو دو لا سایرا ۷۸۱ نفر جمعیت دارد و ۱۷۹ متر بالاتر از سطح دریا واقع شده‌است.